# Ronald Evans (astronauta)
Ronald Ellwin Evans Jr. (10 de noviembre de 1933-7 de abril de 1990) (Capt, USN) fue un oficial naval y aviador estadounidense, ingeniero eléctrico, ingeniero aeronáutico y astronauta de la NASA, y también una de las 24 personas que han volado a la Luna.
Evans fue seleccionado como astronauta por la NASA como parte del Grupo 5 de astronautas en 1966 e hizo su primer y único vuelo al espacio como piloto de módulo de comando a bordo del Apolo 17 en 1972, la última misión tripulada a la Luna hasta la fecha, con el Comandante Eugene Cernan y piloto del módulo lunar Harrison Schmitt. Durante el vuelo, orbitó la Luna mientras sus dos compañeros de equipo descendían a la superficie. En consecuencia, es la última persona en orbitar solo a la Luna y tiene el récord de mayor tiempo pasado en órbita lunar a las 148 horas. En 1975, Evans sirvió como piloto de respaldo para la misión del Proyecto de pruebas Apolo-Soyuz.

## Biografía

### Temprana edad y educación
Evans nació el 10 de noviembre de 1933, en St. Francis, Kansas, de sus padres Clarence Ellwin Evans (1911–1985) y Marie A. Evans (1913–1992). Tenía dos hermanos, Larry Joe Evans (1935–1951) y Jay Evans. Participó activamente en Boy Scouts of America, donde logró su segundo rango más alto, Life Scout. Se graduó de Highland Park High School en Topeka, Kansas en 1951, obtuvo una licenciatura en Ingeniería Eléctrica de la Universidad de Kansas en 1956 y una Maestría en Ciencias en Ingeniería Aeronáutica de la Escuela de Postgrado Naval de EE. UU. En 1964 fue miembro de Tau Beta Pi, Society of Sigma Xi y Sigma Nu.

### Servicio militar
En junio de 1957 completó su entrenamiento de vuelo después de recibir su comisión como Alférez a través del Programa ROTC de la marina en la Universidad de Kansas. Al recibir las alas de aviador hasta 1962, fue piloto de combate con el Escuadrón de combate 142 (VF-142), sirviendo en dos cruceros de portaaviones en el Océano Pacífico, luego fue instructor de vuelo de combate para el avión F-8 con el Escuadrón de combate 124 (VF -124).
De 1964 a 1966, Evans estuvo de servicio marítimo en el Pacífico, asignado al Escuadrón de caza 51 (VF-51), que volaba F-8 Crusader desde el portaaviones USS Ticonderoga. Durante esta tarea, completó una gira de siete meses de misiones de combate de vuelo en la guerra de Vietnam. Estaba con VF-51 cuando fue seleccionado como astronauta en abril de 1966.
Evans registró 5.100 horas de vuelo, incluidas 4.600 horas en aviones de reacción.

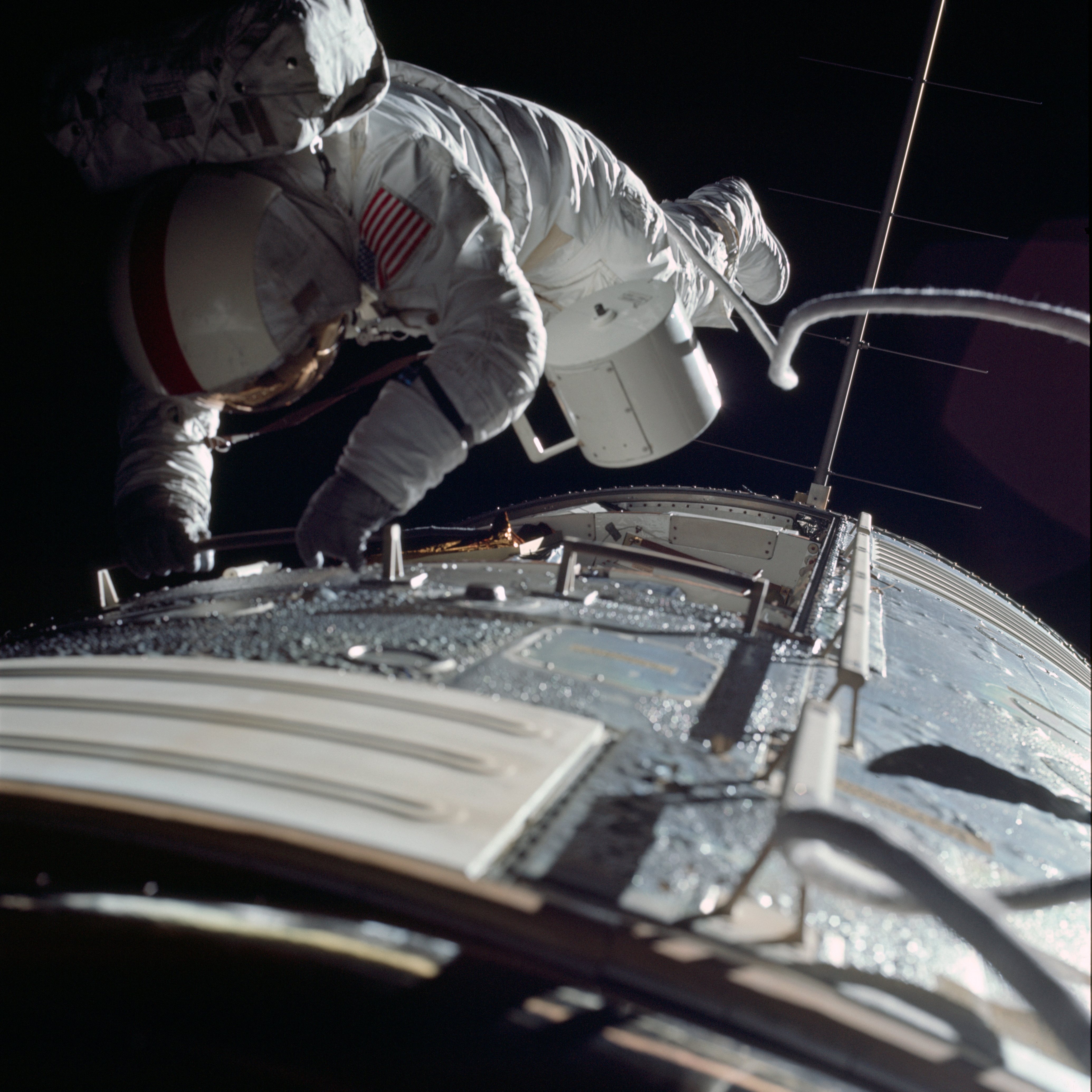
Evans durante su EVA trans-Tierra en Apolo 17

### Carrera de la NASA
Evans fue uno de los 19 astronautas seleccionados por la NASA en abril de 1966. Se desempeñó como miembro de los equipos de apoyo de astronautas para los vuelos Apolo 7 y Apolo 11, y como piloto piloto del módulo de comando de respaldo para Apolo 14.
El único vuelo espacial de Evans fue como piloto de módulo de comando del Apolo 17, la última misión tripulada programada de los Estados Unidos a la Luna. Fue acompañado por Eugene Cernan y Harrison Schmitt. Mientras Cernan y Schmitt aterrizaron y trabajaron en la Luna en el valle de Taurus-Littrow, Evans permaneció en órbita lunar a bordo del Command Module America, completando las tareas de trabajo asignadas que requerían observaciones geológicas visuales, fotografías de mano de objetivos específicos y el control de cámaras y otros equipos científicos altamente sofisticados que se llevan en la bahía SIM del módulo de servicio.
| "Hot diggety dog!"—Evans, al dar sus primeros pasos en el espacio. |

En el camino de regreso a la Tierra, Evans completó una actividad extravehicular de una hora y seis minutos, recuperando con éxito tres casetes de cámara y completando una inspección personal del área de la bahía del equipo. Registró 301 horas y 51 minutos en el espacio, 1 hora y 6 minutos de los cuales se gastaron en actividades extravehiculares. Tiene el registro de la mayor parte del tiempo pasado en la órbita lunar: seis días y cuatro horas (148 horas).
Evans fue luego un piloto de módulo de comando de respaldo para la misión del Proyecto de prueba Apolo-Soyuz (ASTP).
Evans se retiró de la Marina de los EE. UU. como capitán el 30 de abril de 1976, con 21 años de servicio, y se mantuvo activo como astronauta de la NASA involucrado en el desarrollo del programa del transbordador espacial de la NASA. Se desempeñó como miembro del grupo de operaciones y entrenamiento dentro de la Oficina de astronautas, responsable de las fases de lanzamiento y ascenso del programa de vuelo del transbordador espacial.

### Años después
Evans se retiró de la NASA en marzo de 1977 para dedicarse a una carrera en la industria del carbón. Más tarde, trabajó con Western American Energy Corporation en Scottsdale, Arizona y fue director de Marketing de Sistemas Espaciales para Sperry Flight Systems.
Murió mientras dormía de un ataque al corazón en Scottsdale, Arizona, el 7 de abril de 1990, y fue sobrevivido por su viuda Jan; su hija, Jaime D. Evans (nacida el 21 de agosto de 1959); y su hijo, Jon P. Evans (nacido el 9 de octubre de 1961).

## Premios y honores
Evans recibió la Medalla de Servicio Distinguido de la NASA en 1973, el Premio al Logro Superior del Centro Espacial Johnson en 1970, la Medalla de Servicio Distinguido de la Armada en 1973, Alas de Astronauta de la Armada, ocho Medallas Aéreas, la Medalla de Servicio de Vietnam y la Medalla de Reconocimiento de la Armada con combate servicio distintivo en 1966. Recibió una mención de servicio distinguido de la Universidad de Kansas en 1973, y fue nombrado Kansan del Año en 1972. Fue incluido en el Salón Internacional de la Fama del Espacio en 1983, y el Salón de la Fama de los Astronautas de los Estados Unidos el 4 de octubre de 1997.